# Clubiona pacifica
Clubiona pacifica este o specie de păianjeni din genul Clubiona, familia Clubionidae, descrisă de Banks, 1896. Conform Catalogue of Life specia Clubiona pacifica nu are subspecii cunoscute.